# 大鱗非洲脂鯉
大鱗非洲脂鯉為輻鰭魚綱脂鯉目脂鯉亞目鮭脂鯉科的其中一種，為熱帶淡水魚，分布於非洲塞內加爾河、查德湖、尼日河、維多利亞湖、艾伯特湖、尼羅河、伏塔河等流域，體長可達53公分，棲息在底中層水域，屬雜食性，以魚類、甲殼類、昆蟲、植物等為食，生活習性不明，可做為食用魚。

## 扩展阅读
維基物種上的相關：大鱗非洲脂鯉